# Großer Bösenstein
Der Große Bösenstein (auch Großer Pölsenstein) ist mit 2448 m ü. A. der höchste Berg der Rottenmanner Tauern, einer Gebirgskette, die zu den Niederen Tauern gehört und im österreichischen Bundesland Steiermark liegt.

## Lage und Landschaft
Das Bösensteinmassiv bildet den Kern der Rottenmanner Tauern. Es liegt zwischen Paltental, Strechental und Pölstal, an der Gemeindegrenze von Rottenmann zu Hohentauern.

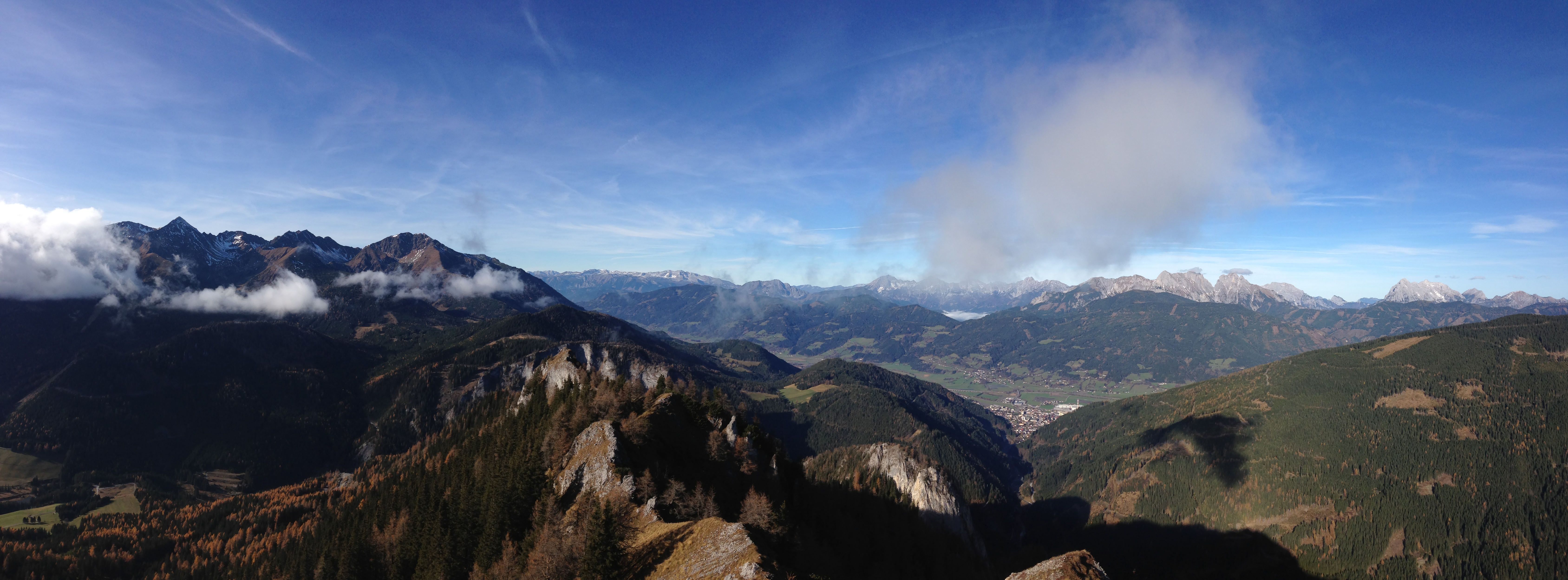
Blick auf den Großen Bösenstein (links) und Trieben vom Triebenstein aus

## Geschichte
Die weitverbreitete Schreibweise „Bösenstein“ ist irreführend, da es sich nicht um einen bösen Stein handelt. Der Berg hat seinen Namen nach dem südlich befindlichen Pölsenbach im gleichnamigen Tal.

## Wege und Hütten
Wichtigster Stützpunkt und gleichzeitig Ausgangspunkt für viele Bergwanderungen in diesem Gebiet ist die Edelrautehütte, die sich auf 1725 m befindet, vom Österreichischen Alpenverein betreut wird und bequem über eine Mautstraße von Hohentauern aus erreicht werden kann.
Von der Hütte bis zum Gipfel ist mit einer Aufstiegszeit von etwa 2 bis 2,5 Stunden zu rechnen, für den Abstieg sollten etwa 1,5 Stunden Gehzeit kalkuliert werden.
Andere Gipfel, die vom Großen Bösenstein bzw. von der Edelrautehütte aus einfach bestiegen werden können, sind der Kleine Bösenstein (2345 m), die Sonntagskarspitze (2350 m) und der Große Hengst (2159 m) Außerdem führt ein anspruchsvoller Höhenweg über den „Dreisteckengrat“ und die Hochhaide zur Rottenmanner Hütte.